# 이스마엘 키루이
이스마엘 키루이(스와힐리어: Ismael Kirui, 1975년 2월 20일 ~ )는 케냐의 육상 선수로 1993년과 1995년 세계 육상 선수권 대회 5000m 경기에서 금메달을 획득했다. 이스마엘 키루이는 리처드 첼리모의 동생이다. 그의 첫번째 승리는 해당 대회에서 33:42로 세계 도로 기록을 세웠다.